# Maryse Dauvray
Maryse Dauvray, née Marie Louise Ricard (légitimée Marie Louise Denat) le 28 août 1891 à Béziers et morte après 1927, est une actrice de cinéma muet française, active dans les années 1910 et 1920.

## Biographie
Fille naturelle de Marie Ricard, journalière, Marie Louise Ricard est née à la maternité de l'hôpital de Béziers le 28 août 1891. Légitimée par le mariage de ses parents, Armand Charles Denat et Marie Ricard, le 13 décembre 1893 à Narbonne, elle prend alors le nom de Marie Louise Denat.
Elle aurait commencé le cinéma vers 15 ans, en même temps que son amie Suzanne Grandais.
Après des débuts avec les réalisateurs Victorin Jasset et Émile Chautard, elle rencontre l'acteur et réalisateur Charles Krauss. Alors qu'elle demeure 91, boulevard Saint-Michel, elle l'épouse à Paris 5e le 7 décembre 1918. Le couple tourne plusieurs longs métrages en Italie au début des années 1920, jusqu'au décès de Charles Krauss survenu subitement à Rome[réf. nécessaire] en 1926.
Elle ne semble plus tourner de films après 1927.

## Filmographie
- Épisodes des exploits de Nick Carter (entre 1909 et 1912)[8]
- Le Collier de Kali (1913), de Victorin Jasset ; rôle : Henriette Darsac[8]
- La Dame de Monsoreau (1913), d'Emile Chautard[8]
- L'Auberge sanglante (1913), d'Emile Chautard[8]
- La Drogue maudite (1913), de Charles Krauss
- Les Premières aventures de Chéri Bibi (1914)[8]
- Le Corso rouge (1914), de Maurice Tourneur
- Vautrin (1914), de Charles Krauss ; rôle : Esther Gobseck[8]
- Fille d'artiste (1916), de Camille de Morlhon ; rôle : Raymonde Dartigue[8]
- Requins (1917), d'André Hugon
- Madeleine (1917), de Camille de Morlhon
- Maryse (1917), de Camille de Morlhon[9] ; rôle : Marie-Louise Dupin et Marise Sorr
- L'Orage (1917), de Camille de Morlhon ; rôle : Madame de Charny
- Le Secret de Geneviève (1917), de Camille de Morlhon[10]
- La course du flambeau (1918), de Charles Burguet
- J'accuse (1919), d'Abel Gance ; rôle : Edith Laurin[8]
- L'Ultimo romanzo di Giorgio Belfiore (1920), de Charles Krauss
- L'Artefice dell'amore (1920), de Charles Krauss
- La Grande marnière (1920), de Gero Zambuto[8],[11]
- Le Chat noir (1920), de Charles Krauss ; rôle : Lydia
- Bolla di sapone (1921), de Charles Krauss[12] ; rôle : Ketty
- La Découverte du professeur Berthold (1922), avec Charles Krauss[13]
- Li-Pao, mandarin (1921) ; rôle : La Guagliona
- La Flamme sacrée (1924), de Charles Krauss ; rôle : Marise Fabiani[14]
- Rêve d'effroi (1924)[15]
- L'Ultime amour (1924)
- Le Dindon (1926), de L. Aubert[16]
- Lucille (1927), de Georges Monca